# توم هيرش
توم هيرش (بالإنجليزية: Tom Hirsch)‏ هو لاعب هوكي الجليد أمريكي، ولد في 27 يناير 1963.

## وصلات خارجية
- توم هيرش على موقع دوري الهوكي الوطني (الإنجليزية)
- توم هيرش على موقع قاعة مشاهير الهوكي (لاعب أن.إتش.أل) (الإنجليزية)
- توم هيرش على موقع EliteProspects.com (الإنجليزية)
- توم هيرش على موقع HockeyDB.com (الإنجليزية)
- توم هيرش على موقع Hockey-Reference.com (الإنجليزية)
- توم هيرش على موقع أوليمبيديا (الإنجليزية)